# 嵐璃珏 (4代目)
四代目嵐 璃珏（よだいめ あらし りかく、1854年1月22日（嘉永6年12月24日） - 1918年（大正7年）11月24日）は明治から大正期にかけて関西で活躍した歌舞伎役者。本名：大江珏蔵。俳名は橘豊、佳香。雅号は橘豊舎。屋号は豊島屋。

## 経歴
大阪生まれ。父は人形師。幼くして二代目嵐璃珏門人となり嵐豊丸の名で歌舞伎役者となる。1859年（安政6年）、大阪角の芝居『八犬伝』が初舞台。1864年（元治元年）師が没し、1870年（明治3年）、当時の名伯楽と謳われた尾上松緑（京極屋・代数に数えず）門人となり尾上梅鶴と改名し関西の舞台で活躍。次第に実力が認められ1874（明治7年）四代目嵐珏蔵、1885年（明治18年）嵐佳香と改名し、1887年（明治20年）四代目嵐璃珏を襲名する。
以後は大阪を中心に活動し、脇役として人気を集めた。その実力は東京の四代目尾上松助と並ぶほどの評価を受け、新派の喜多村緑郎が彼の芸に心酔したり、彼の演技を勉強しようと若手俳優が劇場に詰めかけたが、あまりの数の多さに桟敷の底が抜けて大騒ぎになったりするなどのエピソードが伝わっている
芸熱心で古くからの型に通じ、七代目市川團蔵の代演で『先代萩・床下』の仁木弾正をした時、鼠の妖術で花道のすっぽんからせり上がる際、従来の鼠色の上下をやめて、鼠色の四天に頭巾という扮装にし、花道での引っ込みの演技では足を小刻みに動かして頭巾を鼠の耳のように見せた。見ていた團蔵は「流石に豊島屋は名人だ。」と感嘆の声を上げたという。初代中村鴈治郎も彼の薫陶を受けた一人で、璃珏が母親したときしたとき、慈しみのある演技に「ほんまの母親に逢うたような気分だす。」と漏らした。
面長な顔立ちに嗄れ声の独自の雰囲気を持ち、『助六』の意休などの老け役や敵役、また『仮名手本忠臣蔵』の勘平など立役もこなすなど幅広い芸風であった。晩年は脇専門に回り不遇であったが、自分の芸に溺れず常に相手の芸に合わせる融通性を持っていた。近代の名脇役の一人として有名である。
子が五代目嵐璃珏。サイレント時代劇俳優の嵐珏松郎は門人である。　